# تست وادا
تست وادا (انگلیسی: Wada test) یا روش تزریق درون‌کاروتیدی آموباربیتال سدیم (ISAP) یا تست وادا-میلر روشی برای تعیین نیمکره غالب زبانی و حافظه‌ای مغز است. تست وادا به تیم جراحان مغز کمک می‌کند تا پیش از انجام جراحی در بیماران مبتلا به صرع، مناطق حساس زبانی در مغز را شناسایی و از این روش استفاده کنند تا کمترین آسیب به توانایی‌های زبانی و شناختی بیمار برسد. این آزمون پزشکی نامش را از پژوهشگر و عصب‌شناس ژاپنی-کانادایی و استاد پیشین دانشگاه بریتیش کلمبیا جان آتسوشی وادا می‌گیرد.

## روش انجام
متخصصان پزشکی آزمایش را در حالی انجام می‌دهند که بیمار بیدار است. یک باربیتورات، معمولاً آموباربیتال سدیم، از طریق یک کانولا یا کاتتر داخل شریانی از شریان فمورال وارد یکی از شریان‌های کاروتید داخلی می‌شود. این دارو به نوبت از طریق شریان کاروتید داخلی راست یا چپ به یکی از نیمکره‌های مغز تزریق می‌شود. اگر کاروتید راست تزریق شود، سمت راست مغز مهار می‌شود و نمی‌تواند با سمت چپ ارتباط برقرار کند. این کار، مرکز زبان و/یا عملکرد حافظه را در آن نیمکره خاموش می‌کند تا نیمکره دیگر ارزیابی شود.
یک نوار مغزی همزمان، تأیید می‌کند که سمت تزریق‌شده مغز غیرفعال است، در خالی که یک متخصص مغز و اعصاب معاینه عصبی را انجام می‌دهد. متخصص مغز و اعصاب بیمار را درگیر یک سری تست‌های مربوط به زبان و حافظه می‌کند. آنها حافظه را با نشان دادن یک سری آیتم‌ها یا تصاویر به بیمار ارزیابی می‌کنند و - در عرض چند دقیقه، به محض از بین رفتن اثر دارو - توانایی بیمار را برای یادآوری آزمایش می‌کنند. در نتیجه تست وادا معمولاً توسط یک روان‌عصب‌شناس و به‌دلیل تخصصی که در تست‌های روان سنجی دارند، انجام می‌شود. همبستگی با تست عصب‌روانشناختی رسمی دارای قدرت پیش‌بینی در مورد احتمال بروز تشنج به دنبال لوبکتومی تمپورال قدامی است.
در حال حاضر تنوع زیادی در فرآیندهای مورد استفاده برای انجام این آزمایش وجود دارد و بنابراین مقایسه نتایج از یک بیمار با بیمار دیگر دشوار است.